# Gullmattvävare
Gullmattvävare (Bolyphantes luteolus) är en spindelart som först beskrevs av John Blackwall 1833.  Gullmattvävare ingår i släktet Bolyphantes och familjen täckvävarspindlar. Arten är reproducerande i Sverige. Inga underarter finns listade i Catalogue of Life.